# Oliver-Sven Buder
Oliver-Sven Buder (Erlabrunn-Steinheidel, 23 giugno 1966) è un ex pesista tedesco, campione europeo indoor nel 1998.

## Palmarès
| Anno | Manifestazione   | Sede      | Evento         | Risultato | Misura  | Note                          |
| ---- | ---------------- | --------- | -------------- | --------- | ------- | ----------------------------- |
| 1985 | Europei juniores | Cottbus   | Getto del peso | Oro       | 19,34 m |                               |
| 1990 | Europei indoor   | Glasgow   | Getto del peso | Bronzo    | 20,20 m |                               |
| 1990 | Europei          | Spalato   | Getto del peso | Argento   | 21,01 m |                               |
| 1991 | Mondiali indoor  | Siviglia  | Getto del peso | 7º        | 19,41 m |                               |
| 1991 | Mondiali         | Tokyo     | Getto del peso | 4º        | 20,10 m |                               |
| 1993 | Mondiali indoor  | Toronto   | Getto del peso | 8º        | 19,03 m |                               |
| 1993 | Mondiali         | Stoccarda | Getto del peso | 7º        | 19,74 m |                               |
| 1994 | Europei indoor   | Parigi    | Getto del peso | 5º        | 19,66 m |                               |
| 1995 | Mondiali         | Göteborg  | Getto del peso | 6º        | 20,11 m |                               |
| 1996 | Europei indoor   | Stoccolma | Getto del peso | Bronzo    | 19,91 m |                               |
| 1996 | Olimpiadi        | Atlanta   | Getto del peso | 5º        | 20,51 m |                               |
| 1997 | Mondiali indoor  | Parigi    | Getto del peso | 4º        | 20,70 m |                               |
| 1997 | Mondiali         | Atene     | Getto del peso | Argento   | 21,27 m |                               |
| 1998 | Europei indoor   | Valencia  | Getto del peso | Oro       | 21,47 m | Miglior prestazione personale |
| 1998 | Europei          | Budapest  | Getto del peso | Argento   | 20,98 m |                               |
| 1999 | Mondiali         | Siviglia  | Getto del peso | Argento   | 21,42 m | Miglior prestazione personale |
| 2000 | Olimpiadi        | Sydney    | Getto del peso | 8º        | 20,18 m |                               |
| 2001 | Mondiali         | Edmonton  | Getto del peso | 21º       | 18,89 m |                               |

## Altre competizioni internazionali
1994
- Coppa Europa di atletica leggera ( Birmingham)

1995
- Coppa Europa di atletica leggera ( Villeneuve d'Ascq)

1996
- Coppa Europa di atletica leggera ( Madrid)

1999
- Coppa Europa di atletica leggera ( Parigi)